# Bobby Sands
Robert Gerard Sands (en gaèlic irlandès: Roibeard Gearóid Ó Seachnasaigh; Whiteabbey, Irlanda del Nord, 9 de març de 1954 - Presó de Maze, 5 de maig de 1981) fou membre de l'IRA Provisional i membre electe del Parlament del Regne Unit, per bé que no va arribar a ocupar el càrrec, atès que va morir en una vaga de fam mentre era a la presó de Maze o Long Kesh. La seva figura i el seu exemple han esdevingut un símbol de la lluita per la unitat i la independència d'Irlanda.
Bobby Sands va ser el líder de la vaga de fam del 1981 que va tenir lloc quan els presos republicans de l'IRA i l'Irish National Liberation Army (INLA) protestaven en contra de l'eliminació de l'Special Cathegory Status, que s'havia creat l'any 1972 garantint l'estatus de presoner de guerra a tots els presos detinguts durant el conflicte nord-irlandès, i que s'havia eliminat l'any 1976 per culpa de la política de criminalització que s'havia iniciat llavors en contra dels presos republicans que van passar a ser considerats criminals comuns. Mentre estava en vaga de fam, Sands va ser elegit parlamentari al Palau de Westminster pels comtats de Fermanagh i South Tyrone com a candidat Anti H-Block provocant un ressò mundial en la premsa.
Al llarg dels 27 anys de la seva curta però intensa vida, Bobby Sands va mostrar diverses facetes que anaven des de la de militant clandestí del moviment republicà irlandès a la de comandant dels presos de l'IRA tancats a la presó de Long Kesh, passant per la seva condició de pare, de poeta, de periodista i de narrador. Unes tres darreres vessants, cultivades durant els seus anys d'empresonament.

## Biografia

### Joventut i vida personal
Sands, fill de John i Roshaleen Sands, va néixer en el si d'una família catòlica a Abbots Cross, Newtownabbey (Comtat d'Antrim), barri amb predominança unionista. Era el gran de quatre germans: la seva germana Marcella va néixer l'any 1955, la seva germana Bernadette l'any 1958 i el seu germà John l'any 1962. Fins a l'any 1960, quan tenia 10 anys, la família va viure a Doonbeg Drive, Newtownabbey, però a causa de la intimidació produïda pels unionistes, la família es va traslladar a Rathcoole, a la mateixa vila.
Durant la seva adolescència, a finals dels anys 1960, Bobby Sands va jugar com a lateral esquerre en un dels equips juvenils més prometedors del nord d'Irlanda: l'Star of the Sea Youth Club. Un conjunt originari de la localitat de Rathcoole, al nord de Belfast, que tenia evidents reminiscències catòliques, ja que adoptava un dels títols, el d'Estrella del Mar, amb els que era tradicionalment coneguda la verge Maria. Tot i la seva filiació catòlica, l'Star of the Sea sempre es va caracteritzar per la seva obertura de mires i per acceptar a les seves files a joves futbolistes de totes les creences religioses, rebutjant així el sectarisme i la segregació que regien la gran majoria de les entitats civils i esportives nord-irlandeses.
Va deixar l'escola a l'edat de setze anys quan va començar a treballar com a aprenent de constructor de cotxes, però va deixar la feina quan els unionistes el van intimidar apuntant-lo amb una arma. A causa de les intimidacions que els unionistes provocaven a la seva família, l'any 1972, quan en tenia 18, es van traslladar a Twinbrook, una barriada catòlica del Belfast oest.
Amb tot just 18 anys, l'any 1972, Sands es va casar amb Geraldine Noade, i el 8 de maig de 1973 van tenir un fill, Gerald. El matrimoni, però, va durar poc, per culpa de la participació de Sands en el moviment republicà. Després de patir un avortament en el seu segon embaràs, Geraldine Noade va marxar a viure a Anglaterra amb el fill d'ambdós.

### Activitat amb l'IRA Provisional
Quan tenia divuit anys es va unir a l'IRA Provisional, i un mes després del seu ingrés, l'octubre del 1972, va ser acusat de possessió d'una arma trobada a casa seva. L'abril del 1973 va ser condemnat a tres anys de presó.
Alliberat l'abril del 1976, va ser detingut al cap de sis mesos, l'octubre del mateix any, a causa d'una explosió i posterior tiroteig a Dunmurry. Així i tot, no se'l va acusar de l'explosió, car, segons el jutge, no hi havia proves suficients que indiquessin que Sands o cap dels altres tres joves que van ser detinguts amb ell, havien estat en l'escenari del succés. Pel que fa al posterior tiroteig contra la policia reial de l'Ulster, tampoc hi havia evidència que Sands hi participés, però en el cotxe en què anava es va trobar un revòlver, i l'any 1977 va ser sentenciat a catorze anys a la presó de Maze, coneguda amb el nom de Long Kesh entre el moviment republicà.

### A la presó de Long Kesh. Primera vaga de fam
A la presó, Sands va esdevenir escriptor de periodisme i poesia, publicat en el diari An Phoblacht, sota el pseudònim de «Marcella», el nom de la seva germana.
Sands va participar en les protestes dels presos irlandesos per ser reconeguts com a presos polítics i per unes condicions de vida dignes a la presó. Així, es va unir tant a la protesta de la manta com a la protesta de la brutícia.
L'any 1980, durant la primera vaga de fam dels presos de l'IRA i l'INLA, Sands va ser escollit com el comandament oficial de l'IRA dins la presó, ja que qui ho havia estat fins llavors, Brendan Hughes, s'havia unit a la vaga. Després de cinquanta-tres dies de vaga de fam, amb Kevin McKenna entrant i sortint de l'estat de coma i a les portes de la mort, va semblar que el govern britànic acceptava l'essencial de les peticions contingudes en les Cinc Demandes, que es vindicaven des de la protesta de la manta (1976) i la protesta de la brutícia (1978):
1. Dret a no vestir l'uniforme de la presó
2. Dret a no haver de treballar a la presó
3. Dret de lliure associació amb altres presos, i d'organitzar activitats educatives i recreatives
4. Dret a una visita, una carta i un paquet per setmana
5. Completa restauració de la remissió perduda a través de la protesta.[3]

Amb tot,, Hughes va prendre la decisió de salvar la vida de McKenna i la vaga fa finalitzar, el 18 de desembre del 1980.

### Segona vaga de fam
El gener de 1981 era evident que no s'havien concedit les demandes dels presos. El 4 de febrer, els presos van emetre un comunicat on es deia que el govern conservador britànic de Margaret Thatcher havia fracassat en el seu intent de resoldre la crisi, i declaraven la seva intenció de «fer vaga de fam un altre cop».
El dia 1 de març de 1981 Sands va iniciar una vaga de fam fins a la mort a la presó de Maze. Aquest cop, els presos s'hi anaven unint escalonadament en períodes de separació de deu dies, i no tots de cop com en la primera vaga de fam. A part de les Cinc Demandes, un punt fonamental que volien aconseguir era ser declarats presoners de guerra i no criminals comuns.
Durant els 16 primers dies de la vaga de fam, Sands va escriure un diari, en anglès i gaèlic irlandès amb les seves vivències i pensaments. Dilluns 23 de març el traslladaven a l'hospital penitenciari.

### Membre del Parlament britànic
Quan Sands feia cinc dies que havia començat la vaga de fam, el diputat republicà independent Frank Maguire va morir d'un atac de cor, la qual cosa va tenir com a resultat una nova elecció per triar un nou representant del districte. Hi va haver un debat entre nacionalistes i republicans, i van acordar no dividir el vot nacionalista, tot proposant a Sands com a membre del grup anti H-Block.
El 10 d'abril, quan feia quaranta-un dies que es trobava en vaga de fam, Sands va ser elegit parlamentari de Westminster pels comtats de Fermanagh i South Tyrone amb 30.492 vots, per davant del candidat del Partit Unionista de l'Ulster, Harry West, que en va obtenir 29.046.
La victòria electoral de Sands va donar força a l'esperança d'una solució negociada, però Margaret Thatcher, es va mantenir ferma en la seva negativa a fer concessions als vaguistes. Els mitjans de comunicació del món van anar a Belfast, i diversos intermediaris van visitar Sands en un intent de negociar una fi a la vaga de fam.

### Mort
Sands va morir el dimarts 5 de maig de 1981, després de 66 dies de vaga de fam, amb només 27 anys, fet que va provocar protestes i disturbis a Irlanda del Nord. Més de 100.000 persones s'alineaven en la ruta del seu funeral, que es va dur a terme amb tots els honors militars de l'IRA. La Primera Ministra Margaret Thatcher no va mostrar gens de pesar per la seva mort, i va dir a la Cambra dels Comuns que «el senyor Sands era un delinqüent condemnat. Va decidir llevar-se la vida. Era una opció que la seva organització no va permetre a moltes de les seves víctimes».
Nou presos més van morir en la Vaga de fam del 1981 a Irlanda del Nord, que es va finalitzar el 3 d'octubre del 1981. Eventualment es van garantir les Cinc Demandes, però mai no hi va haver cap reconeixement formal o polític de cap mena d'estatus per part del Govern.

## Cultura popular
Bobby Sands ha estat interpretat en les següents pel·lícules:
- Some Mother's Son (1996) de Terry George, interpretat per John Lynch.[8]
- Per Mark O'Halloran a la pel·lícula del 2001 H3.[9]
- Per Michael Fassbender a Hunger, llargmetratge del 2008 dirigit per Steve McQueen.[10]